# Еліса Боццо
Еліса Боццо (італ. Elisa Bozzo, 8 травня 1987) — італійська синхронна плавчиня.
Учасниця Олімпійських Ігор 2016 року, де в змаганнях груп посіла 5-те місце.